# Jennette McCurdy
Jennette McCurdy, född 26 juni 1992 i Long Beach i Kalifornien, är en amerikansk skådespelare, countrysångare, regissör, författare, producent och låtskrivare. 
Jennette McCurdy är bland annat känd för rollen som Sam Puckett i Icarly, tillsammans med Miranda Cosgrove som spelade Carly Shay och Nathan Kress som spelade Freddie Benson och i spinoffserien Sam & Cat, tillsammans med Ariana Grande som spelade Cat Valentine.
År 2014 avslutade Jennette McCurdy sin karriär då hennes mor avled. 

## Filmografi
- 2001 – Shadow Fury – Anna Markov
- 2002 – My Daughter's Tears – Mary Fields
- 2003 – Hollywood Homicide – Van Family Daughter
- 2003 – Taylor Simmons – Amanda Simmons
- 2004 – Tiger Cruise – Kiley Dolan
- 2005 – See Anthony Run – Lucy (Kort film)
- 2006 – Against Type – Meredith
- 2007 – The Last Day of Summer – Dory Sorenson
- 2007 – 2012 – Icarly
- 2008 – Proving Ground: From the Adventures of Captain Redlocks – Aria Krait
- 2009 – Minor Details – Mia
- 2010 – Best Player – Prodigy
- 2010 – Fred: The Movie – Bertha
- 2011 – Breaking Dawn – The Little Girl
- 2013 – 2014 – Sam & Cat

McCurdy har också varit med i TV-serier bland annat Zoey 101, True Jackson, VP, Malcolm in the Middle och CSI.

## Diskografi

### Album
| 2010 | Not That Far Away - EP - Släppt: 17 augusti, 2010 |

| 2012 | Jennette McCurdy - Släppt: juli, 2012 |

### Musikvideor
| År   | Titel               | Album |
| ---- | ------------------- | ----- |
| 2010 | "Not That Far Away" |       |